# Adschabschir
Adschabschir (persisch عجب‌شیر) ist eine Stadt in der Provinz Ost-Aserbaidschan im Nordwesten Irans. Im Jahr 2006 hatte Adschabschir hochgerechnet 65.741 Einwohner.

## Verkehr
Die Stadt liegt an der Bahnstrecke Teheran–Täbris.